# Biserica „Sfântul Nicolae” din Sagaidac
Biserica „Sf. Nicolae” este o biserică amplasată în Sagaidac, raionul Cimișlia, Republica Moldova. Este un monument arhitectural de importanță națională inclus în Registrul monumentelor Republicii Moldova ocrotite de stat cu nr. 224 (raionul Cimișlia). Datează din 1859.